# Kempiella
Kempiella Mathews, 1913 è un genere di uccelli della famiglia dei Petroicidi.
Il genere venne introdotto nel 1913 dall'ornitologo australiano Gregory Mathews con il pigliamosche piedigialli dell'Oceania (Kempiella griseoceps) come specie tipo. Le due specie ad esso ascritte venivano poste in passato nel genere Microeca, ma sono state riclassificate nel genere Kempiella a seguito dei risultati di uno studio di filogenesi molecolare pubblicato nel 2011.
Le specie in questione sono:
- Kempiella griseoceps (De Vis, 1894) - pigliamosche piedigialli dell'Oceania;
- Kempiella flavovirescens (G. R. Gray, 1858) - pigliamosche oliva della Nuova Guinea.